# Theta Lupi
Theta Lupi (θ Lupi, förkortad Theta Lup, θ Lup), som är stjärnans Bayer-beteckning, är en ensam stjärna i östra delen av stjärnbilden Vargen. Den har en magnitud av 4,22 och är synlig för blotta ögat där ljusföroreningar ej förekommer. Baserat på parallaxmätning inom Hipparcosuppdraget på ca 7,9 mas, beräknas den befinna sig på ett avstånd av ca 410 ljusår (127 parsek) från solen.

## Egenskaper
Theta Lupi är en blå till vit stjärna i huvudserien av spektralklass B2.5 Vn, där "n"-suffixet anger diffusa absorptionslinjer i dess spektrum på grund av snabb rotation med en projicerad rotationshastighet på 331 km/s, vilket ger stjärnan en något tillplattad form med en ekvatorialradie som uppskattas vara 15 procent större än polarradien. Den har en massa som är ca 6,5 gånger solens massa, en radie som är ca 4,5  gånger solens radie och avger ca 792 gånger mer energi än solen från dess fotosfär vid en effektiv temperatur på ca 15 400 K.